# 松岡功
松岡 功（まつおか いさお、1934年（昭和9年）12月18日 - ）は、日本の実業家・テニスプレーヤー。東宝名誉会長（元代表取締役会長）、日本アカデミー賞協会名誉会長。兵庫県芦屋市出身。

## 経歴
小林一三の次男・松岡辰郎の次男として生まれた。甲南幼稚園から甲南小学校へ進学。小学校時代の同級生には野村文英がいたという。1945年には丹波市の慧日寺へ集団疎開した。甲南中学校・高等学校在学中は硬式テニス部に所属し、全日本ジュニア選手権ダブルスで優勝、高校総体では準優勝に輝いた。甲南高校の2学年下には石黒修がいた。
1953年、設立3年目の甲南大学へスポーツ推薦で入学した。松岡はこの当時「高校テニス三羽烏」の1人に数えられており新設大学における広告塔として期待されていたという。進学後はその期待に沿うべくテニスに打ち込み、全日本学生選手権でシングルス・ダブルスで合計3回の優勝を記録した。大学4年次の1956年、デビスカップ日本代表となったが、東宝のためにテニスを断ち切った。次男の修造は、父がテニス選手だったことを長い間知らなかった。
1957年に甲南大学経済学部を卒業し、すぐに東宝に入社した。1960年には、東宝の外国部アメリカ課、1965年には同ローマ課を歴任した。1968年には東宝東和に出向し、1969年に取締役に就任した。
1970年、東宝の取締役に就任し、1973年には常務取締役となり営業本部長の重責を担った。1974年、父・辰郎の死去に伴い清水雅がピンチヒッターとして社長に復帰することになり、8月22日には将来の社長就任を見据えて副社長に就任した。1976年5月25日には、代表権を持つ副社長となった。
1977年5月25日、東宝の代表取締役社長に就任。創業者・小林一三の血筋への社長継承であったことから、大政奉還という表現が用いられた。当時松岡は42歳であり、40代での社長就任は日本映画界初であった。かつての東宝の人気映画シリーズになぞらえて、若大将というニックネームも用いられた。就任当時は映画産業の斜陽化が叫ばれていたが、テレビ世代の審美眼に応えられる映像を作ることを目標とした。また日活が成人映画へと路線を変更したのに対し、松岡は「ポルノはやらない」と決め一般向け路線を堅持した。
1995年には石田敏彦に社長の席を譲り、代表取締役会長となった。2009年には名誉会長となった。
グループ企業においては、1985年に阪急電鉄の取締役に就任した。2005年には持株会社化した阪急ホールディングス取締役、さらに阪神電鉄を合併した2006年には阪急阪神ホールディングス取締役に就任した。2015年に退任した。
また、東宝はフジテレビ制作の『子猫物語』『南極物語』などを配給し収益を上げていたことから、フジ・メディア・ホールディングスの取締役を2017年まで務めた。

## 家族・親族
- 小林一三（父方祖父[2]）- 阪急東宝グループ創業者
- 松岡潤吉（母方祖父）- 松岡汽船創業者
- 小林米三（叔父）- 京阪神急行電鉄社長、関西テレビ放送初代社長、宝塚歌劇団理事長
- 松岡辰郎（父[2]）- 松岡汽船代表取締役社長、東宝代表取締役社長
- 松岡通夫（兄）- 松岡汽船代表取締役社長
- 小林喜美（姉）- 叔父・小林米三の養女、阪急電鉄相談役・小林公平の妻、阪急阪神HD取締役・小林公一の母
- 千波静（妻）- 元宝塚歌劇団雪組男役
- 松岡宏泰（長男）- 東宝東和取締役会長、東宝代表取締役社長 社長執行役員
- 松岡修造（次男）- タレント、元プロテニスプレーヤー
- 辻芳樹（長女の夫）- 辻調理師専門学校校長
- 田口惠美子（次男の妻）- 本名：松岡惠美子。元テレビ東京アナウンサー
- 辻雄康（孫）- 長女の息子。ラグビー選手
- 稀惺かずと（孫）- 次男・修造の娘。宝塚歌劇団星組男役

## 連載
- 『私の履歴書』- 2016年6月、日本経済新聞に連載。

## 演じた俳優
- 榎木孝明 - 越路吹雪物語（2018年）、（テレビ朝日）